# 2012–2013-as olasz labdarúgókupa
Az olasz kupa 66. kiírása. A döntőt a Stadio Olimpicoban rendezik meg 2013. május 26-án.
A tornán 78 csapat vesz részt, ebből 20 első osztályú, 22 másodosztályú, 27 harmadosztályú valamint 9 negyedosztályút.
A torna győztese bejut a 2013–2014-es Európa-liga csoportkörébe.

## Fordulók és időpontok
| Forduló      | 1. mérkőzés                              | 2. mérkőzés                              |
| ------------ | ---------------------------------------- | ---------------------------------------- |
| 1. forduló   | 2012. augusztus 4., 5.                   | 2012. augusztus 4., 5.                   |
| 2. forduló   | 2012. augusztus 11., 12.                 | 2012. augusztus 11., 12.                 |
| 3. forduló   | 2012. augusztus 18.                      | 2012. augusztus 18.                      |
| 4. forduló   | 2012. november 28.                       | 2012. november 28.                       |
| Nyolcaddöntő | 2012. december 12.                       | 2012. december 12.                       |
| Negyeddöntő  | 2013. január 9.                          | 2013. január 9.                          |
| Elődöntő     | 2013. január 23.                         | 2013. január 30.                         |
| Döntő        | 2013. május 26. (Róma, Olimpiai Stadion) | 2013. május 26. (Róma, Olimpiai Stadion) |

## Eredmények

### Első forduló
| 1. csapat           | Eredmény       | 2. csapat              |
| ------------------- | -------------- | ---------------------- |
| Cremonese           | 4–0            | Chieri                 |
| Reggiana            | 0–2            | Virtus Entella         |
| Gubbio              | 4–5 (hu.)      | Ponte San Pietro-Isola |
| Benevento           | 1–0            | San Marino             |
| Barletta            | 0–3            | Perugia                |
| Pisa                | 2–0            | Arezzo                 |
| Lumezzane           | 3–0            | Sarnese                |
| Frosinone           | 2–0 (hu.)      | Delta Porto Tolle      |
| Vicenza             | 6–0            | Andria BAT             |
| AlbinoLeffe         | 0–3            | Chieti                 |
| Avellino            | 3–1            | Sambenedettese         |
| Carrarese           | 5–4            | Catanzaro              |
| Trapani             | 2–1            | Este                   |
| Portogruaro         | 3–1            | Cosenza                |
| Südtirol-Alto Adige | 1–1 (Te.: 4-3) | Cuneo                  |
| Nocerina            | 1–0            | Paganese               |
| Sorrento            | 2–0            | Treviso                |
| Carpi               | 5–0            | Città di Marino        |

### Második forduló
A fordulóban csatlakozó csapatok: Ascoli, Bari, Brescia, Cesena, Cittadella, Crotone, Empoli, Grosseto, Juve Stabia, Lecce, Livorno, Modena, Novara, Padova, Reggina, Sassuolo, Spezia, Ternana, Varese, Verona.
| 1. csapat      | Eredmény       | 2. csapat              |
| -------------- | -------------- | ---------------------- |
| Brescia        | 1–2 (hu.)      | Cremonese              |
| Virtus Entella | 2–3            | Verona                 |
| Varese         | 2–1            | Ponte San Pietro-Isola |
| Livorno        | 2–1            | Benevento              |
| Perugia        | 4–1 (hu.)      | Bari                   |
| Padova         | 2–2 (Te.: 4-2) | Pisa                   |
| Cesena         | 2–1 (hu.)      | Pro Vercelli           |
| Crotone        | 3–2            | Virtus Lanciano        |
| Novara         | 4–3            | Lumezzane              |
| Juve Stabia    | 3–0            | Frosinone              |
| Empoli         | 1–2            | Vicenza                |
| Lecce          | 3–1            | Chieti                 |
| Sassuolo       | 1–0            | Avellino               |
| Cittadella     | 2–0            | Carrarese              |
| Ternana        | 2–0            | Trapani                |
| Ascoli         | 2–1            | Portogruaro            |
| Modena         | 2–0            | Südtirol-Alto Adige    |
| Reggina        | 1–0            | Nocerina               |
| Spezia         | 4–1            | Sorrento               |
| Grosseto       | 1–3            | Carpi                  |

### Harmadik forduló
A fordulóban csatlakozó csapatok: Atalanta, Bologna, Cagliari, Catania, Chievo, Fiorentina, Genoa, Palermo, Pescara, Sampdoria, Siena, Torino.

| 1. csapat   | Eredmény       | 2. csapat |
| ----------- | -------------- | --------- |
| Palermo     | 3–1            | Cremonese |
| Genoa       | 1–1 (Te.: 1-4) | Verona    |
| Bologna     | 2–1            | Varese    |
| Livorno     | 4–1            | Perugia   |
| Atalanta    | 2–0            | Padova    |
| Cesena      | 3–2            | Crotone   |
| Fiorentina  | 2–0            | Novara    |
| Juve Stabia | 1–1 (Te.: 4-3) | Sampdoria |
| Siena       | 4–2            | Vicenza   |
| Torino      | 4–2            | Lecce     |
| Catania     | 1–0            | Sassuolo  |
| Cittadella  | 1–0            | Ternana   |
| Chievo      | 4–0            | Ascoli    |
| Modena      | 1–5 (hu.)      | Reggina   |
| Cagliari    | 2–1            | Spezia    |
| Pescara     | 1–0            | Carpi     |

### Negyedik forduló
| 1. csapat  | Eredmény  | 2. csapat   |
| ---------- | --------- | ----------- |
| Palermo    | 1–2       | Verona      |
| Bologna    | 1–0       | Livorno     |
| Atalanta   | 3–1       | Cesena      |
| Fiorentina | 2–0       | Juve Stabia |
| Siena      | 2–0       | Torino      |
| Catania    | 3–1 (hu.) | Cittadella  |
| Chievo     | 0–1       | Reggina     |
| Cagliari   | 4–2       | Pescara     |

### Nyolcaddöntő
A fordulóban csatlakozó csapatok: Internazionale, Juventus, Lazio, Milan, Napoli, Parma, Roma, Udinese.

| 1. csapat      | Eredmény       | 2. csapat  |
| -------------- | -------------- | ---------- |
| Internazionale | 2–0            | Verona     |
| Napoli         | 1–2            | Bologna    |
| Roma           | 3–0            | Atalanta   |
| Udinese        | 0–1            | Fiorentina |
| Lazio          | 1–1 (Te.: 4-1) | Siena      |
| Parma          | 1–1 (Te.: 3-4) | Catania    |
| Milan          | 3–0            | Reggina    |
| Juventus       | 1–0            | Cagliari   |

### Negyeddöntő
| 1. csapat      | Eredmény  | 2. csapat |
| -------------- | --------- | --------- |
| Internazionale | 3–2 (hu.) | Bologna   |
| Fiorentina     | 0–1 (hu.) | Roma      |
| Lazio          | 3–0       | Catania   |
| Juventus       | 2–1 (hu.) | Milan     |

### Elődöntő
| 1. csapat | Eredmény | 2. csapat      | 1. mérk. | 2. mérk. |
| --------- | -------- | -------------- | -------- | -------- |
| Roma      | 5-3      | Internazionale | 2–1      | 2-3      |
| Juventus  | 2–3      | Lazio          | 1–1      | 1–2      |

### Döntő
| 2013. május 26. 18:00 |

| Roma | 0–1   | Lazio     |
| ---- | ----- | --------- |
|      | (0–0) | Lulić 71' |

| Stadio Olimpico, Róma Nézőszám: 70000 Játékvezető: Daniele Orsato |

## Lásd még
Serie A 2012–2013

Serie B 2012–2013